# شصت و هشتمین جشنواره بین‌المللی فیلم برلین

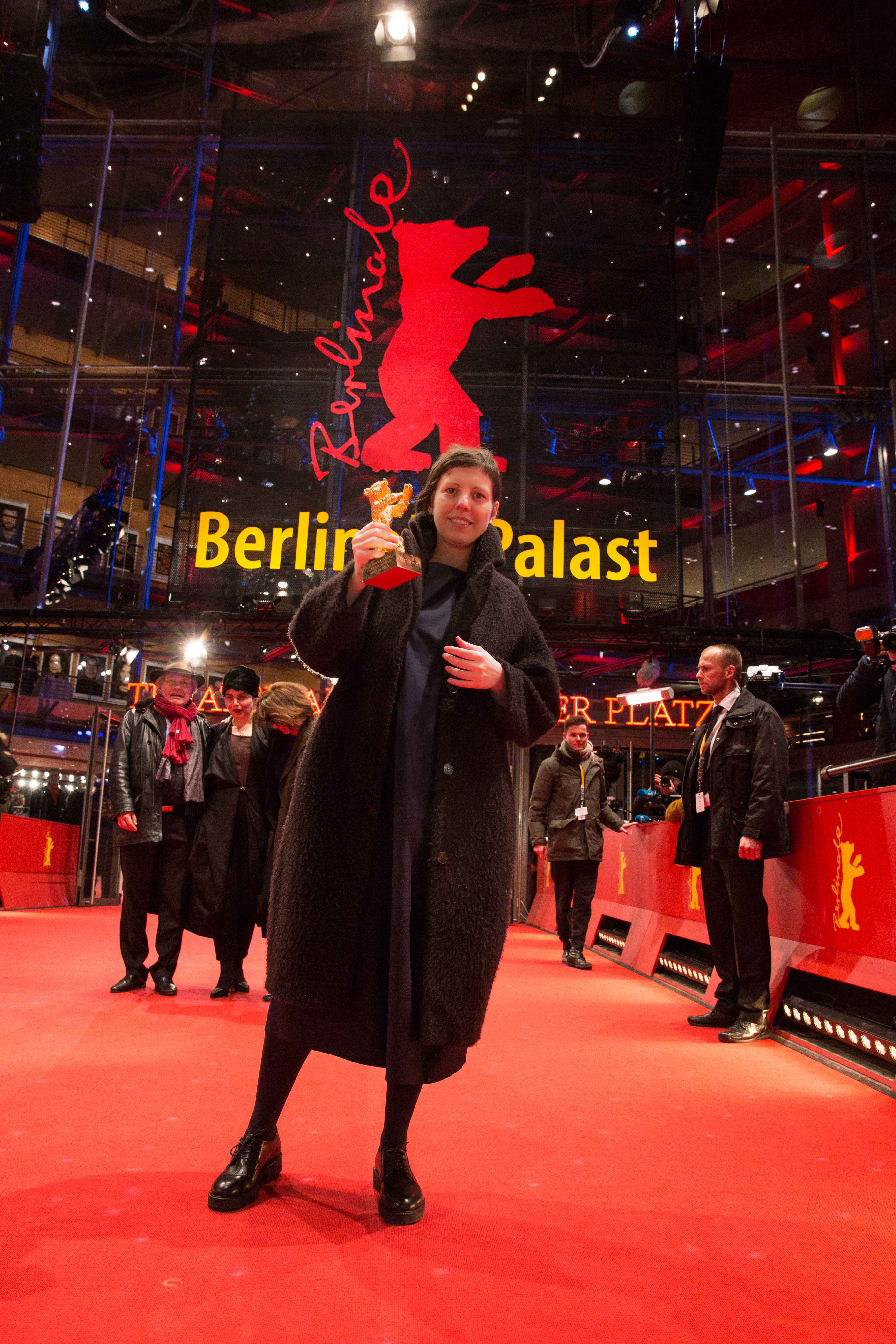
آدینا پینتیلی برنده جایزه خرس طلایی شصت و هشتمین جشنواره بین‌المللی فیلم برلین

شصت و هشتمین جشنواره بین‌المللی فیلم برلین (انگلیسی: 68th Berlin International Film Festival) از ۱۵ ام تا ۲۵ ام فوریه (۲۶ بهمن تا ۶ اسفند) در برلین برگزار شد. فیلمساز آلمانی تام تیکور رئیس هیئت داوران بود. انیمیشن «جزیره سگ‌ها» تازه‌ترین ساخته وس اندرسن فیلم افتتاحیه جشنواره بود. در این دوره فیلم به من دست نزن ساخته فیلمساز رومانیایی آدینا پینتیلی برنده خرس طلایی شد. همچنین ویلم دافو بازیگری آمریکایی جایزه خرس طلای افتخاری یک عمر دستاورد جشنواره فیلم برلین ۲۰۱۸ را به دست آورد.

## داوران

### رقابت اصلی
- تام تیکور (رئیس هیئت داوران)، کارگردان فیلم آلمانی
- سسیل دو فرانس، بازیگر اهل بلژیک
- چما پرادو، عکاس اهل اسپانیا
- آدل رومانسکی، تهیه‌کننده آمریکایی
- ریوئیچی ساکاموتو، آهنگساز ژاپنی
- استفانی زاکارک، منتقد آمریکایی

## فیلم‌ها
برگزارکنندگان جشنواره برلین در سه نوبت اسامی فیلم‌های بخش مسابقه بین‌الملل و بخش ویژه برلیناله را اعلام کردند.

### بخش اصلی
| نام فیلم                                         | عنوان اصلی                                       | کارگردان               | محصول                                   |
| ------------------------------------------------ | ------------------------------------------------ | ---------------------- | --------------------------------------- |
| سه روز در کیبرون                                 | 3 Tage in Quiberon                               | امیلی عاطف             | آلمان/اتریش/فرانسه                      |
| دوشیزه                                           | دوشیزه                                           | دیوید زلنر، ناتان زلنر | آمریکا                                  |
| نگران نباشید، او با پای پیاده زیاد دور نخواهد شد | نگران نباشید، او با پای پیاده زیاد دور نخواهد شد | گاس ون سنت             | آمریکا                                  |
| دختر من                                          | Figlia mia                                       | لورا بیسپوری           | ایتالیا/آلمان/سوئیس                     |
| دولاتوف                                          | Довлатов                                         | الکسی الکسویچ گرمن     | روسیه/لهستان/صربستان                    |
| ایوا                                             | ایوا                                             | بنوآ ژکو               | فرانسه                                  |
| وارثین                                           | Las herederas                                    | مارچلو مارتینزی        | اروگوئه/آلمان/اروگوئه/نروژ/برزیل/فرانسه |
| در راهروها                                       | In den Gängen                                    | توماس استوبر           | آلمان                                   |
| جزیره سگ‌ها                                       | جزیره سگ‌ها                                       | وس اندرسن              | آمریکا                                  |
| نام برادر من روبرت است و او یک ابله است          | Mein Bruder heißt Robert und ist ein Idiot       | فیلیپ گرونینگ          | آلمان/فرانسه/سوئیس                      |
| قیافه                                            | Twarz                                            | ماوگوژاتا شوموفسکا     | لهستان                                  |
| موزه                                             | Museo                                            | آلونسو روئیس‌پالاسیوس   | مکزیک                                   |
| خوک                                              | خوک                                              | مانی حقیقی             | ایران                                   |
| دعاکنندگان                                       | La prière                                        | سیدریک کان             | فرانسه                                  |
| املاک                                            | Toppen av ingenting                              | مانس مانسون            | سوئد/بریتانیا                           |
| فصل شیطان                                        | Ang panahon ng halimaw                           | لاو دیاز               | فیلیپین                                 |
| به من دست نزن                                    | Nu mă atinge-mă                                  | آدینا پینتیلی          | رومانی/آلمان/جمهوری چک/بلغارستان/فرانسه |
| انتقال                                           | انتقال                                           | کریستین پتزولد         | آلمان/فرانسه                            |
| اوتایا: ۲۲ ژوئیه                                 | Utøya 22. juli                                   | اریک پوپه              | نروژ                                    |

## جوایز

### بخش اصلی
- خرس نقره‌ای مشارکت هنری اثرگذار به النا اوکوپنایا طراح لباس و صحنه فیلم «دولاتف» اهدا شد.
- خرس نقره ای بهترین فیلمنامه به نویسندگان فیلمنامه «موزه» رسید.
- خرس نقره‌ای بهترین بازیگر مرد را آنتونی باژون برای بازی در فیلم «دعا» دریافت کرد.
- خرس نقره‌ای بهترین بازیگر زن برای بازی در فیلم «وارثین» آنا برون به اهدا شد.
- وس اندرسون برای فیلم «جزیره سگ‌ها» جایزه بهترین کارگردانی را دریافت کرد. «جزیره سگ‌ها» فیلم افتتاحیه جشنواره برلین بود. بیل موری از جانب اندرسون برای گرفتن جایزه *بهترین کارگردانی روی صحنه حاضر شد. او از صداپیشگان فیلم اندرسون است.
- جایزه آلفرد بوئر به فیلم «LAS HEREDERAS» اثر مارسلو مارتینسی اهدا شد.
- خرس نقره‌ای جایزه بزرگ هیئت داوران به فیلم «چهره» به کارگردانی ماوگوژاتا شوموفسکا رسید.
- خرس طلایی بهترین فیلم به «به من دست نزن/ لمسم نکن» به کارگردانی آدینا پینتیلی رسید که پیش از این جایزه بهترین فیلم اول را نیز از آن خود کرده بود.

### فیلم کوتاه
- خرس طلایی بهترین فیلم کوتاه به فیلم «مردان پشت دیوار» ساخته اینس مودافسکی رسید.
- خرس نقره ای فیلم کوتاه به فیلم «Imfura» ساخته ساموئل ایشیمو اهدا شد.
- فیلم کوتاه «سولار واک» از دانمارک جایزه فیلم کوتاه آ او دی را از آن خود کرد.

### فیلم اول
- در این دوره از جشنواره فیلم برلین جایزه بهترین فیلم اول به فیلم «به من دست نزن» به کارگردانی آدینا پینتیلی اهدا شد.

### فیلم مستند
- جایزه بهترین فیلم مستند را فیلم «والدهیم والزر» ساخته روت بکرمان از آن خود کرد.